# スナイパーゴーストウォリアー
『スナイパーゴーストウォリアー』（英: Sniper Ghost Warrior）は、CI Games発売のオープンワールド型ファーストパーソン・シューティングゲームである。

## 概要
スナイパーに特化したゲームである。

## 作品

### スナイパーゴーストウォリアー
スナイパーゴーストウォリアー (ビデオゲーム)（英語: Sniper: Ghost Warrior）

### スナイパーゴーストウォリアー2
スナイパーゴーストウォリアー2（英語: Sniper: Ghost Warrior 2）